# 安东尼·约瑟夫·德雷塞尔
安东尼·约瑟夫·德雷塞尔（Anthony Joseph Drexel，1826年9月13日—1893年6月30日）是一位美国银行家，在南北战争后的现代金融进程中扮演重要角色。

## 生平
作为费城德雷塞尔公司的主要合伙人，德雷塞尔与J·P·摩根于1871年在纽约建立了德雷塞尔与摩根公司。
德雷塞尔还在1891年建立了德雷塞尔大学。